# Кронджагер, Эдвард
Эдвард Кронджагер (англ. Edward Cronjager, 21 марта 1904 — 15 июня 1960) — американский кинооператор.

## Биография
Эдвард Кронджагер родился 21 марта 1904 года в Нью-Йорке. Дебютировал в 1925 году оператором в комедийном вестерне режиссёра Грегори Ла Каваы «Женская работа». Принимал участие в съёмках более ста двадцати фильмов. Семь раз номинировался на получение премии «Оскар», в 1944 году в обеих номинациях — за лучшую работу оператора в цветном и чёрно-белом фильмах. Наиболее известен российскому зрителю по своей работе в фильме режиссёра Брюса Хамберстоуна «Серенада солнечной долины» (1941).
Умер 15 июня 1960 года в Голливуде.

## Избранная фильмография
- 1927 — Крылья / Wings
- 1931 — Симаррон / Cimarron
- 1932 — Потерянный эскадрон / The Lost Squadron
- 1935 — Роберта / Robertа
- 1936 — Техасские рейнджеры / The Texas Rangers
- 1937 — Тонкий лёд / Thin Ice
- 1941 — Ночной кошмар / I Wake Up Screaming
- 1941 — Вестерн-Юнион / Western Union
- 1941 — Серенада солнечной долины / Sun Valley Serenade
- 1942 — К берегам Триполи / To the Shores of Tripoli
- 1942 — Крысолов / The Pied Piper
- 1943 — Небеса могут подождать / Heaven Can Wait
- 1943 — Вся банда в сборе / The Gang's All Here
- 1944 — Дом в Индиане / Home in Indiana
- 1947 — Ярость пустыни / Desert Fury
- 1950 — Дом у реки / House by the River
- 1953 — Коралловый риф / Beneath the 12-Mile Reef

## Номинации
- Премия «Оскар» за лучшую операторскую работу
  - Номинировался в 1931 году за фильм «Симаррон»
  - Номинировался в 1941 году за чёрно-белый фильм «Серенада солнечной долины»
  - Номинировался в 1942 году совместно с Уильямом В. Сколлом за цветной фильм «К берегам Триполи»
  - Номинировался в 1942 году за чёрно-белый фильм «Крысолов»
  - Номинировался в 1943 году за цветной фильм «Небеса могут подождать»
  - Номинировался в 1944 году за цветной фильм «Дом в Индиане»
  - Номинировался в 1953 году за цветной фильм «Коралловый риф»